# Fortuné du Boisgobey
Fortuné Hippolyte Auguste Castille, detto Fortuné du Boisgobey (11 settembre 1821 – 26 febbraio 1891) è stato un romanziere francese.

## Opere principali
- Les Gredins, 1874
- Le Coup de pouce, 1875
- L'Affaire Matapan, 1881
- L'Équipage du diable, 1881
- Le Crime de l'omnibus, 1881
- Le Collier d'acier, 1883
- Le Pouce crochu, 1885
- Cœur volant, 1886
- La Bande rouge, 1886
- Double-blanc, 1889